# Чикерема, Джеймс
Джеймс Роберт Дамбаза Чикерема (шона James Robert Dambaza Chikerema; 2 апреля 1925, Кутама — 22 марта 2006, Индиана) — зимбабвийский революционер, участник вооружённой борьбы за независимость. Один из лидеров Союза африканского народа Зимбабве, соратник Джошуа Нкомо. Основатель Фронта освобождения Зимбабве. В конце 1970-х изменил позицию, пошёл на переговоры с родезийским белым правительством Яна Смита. Поддержал внутреннее урегулирование и создание Зимбабве-Родезии. В независимом Зимбабве находился в оппозиции президенту Мугабе.

## Организатор африканских протестов
Родился в католической миссии Кутама, близ города Нортон (ныне район Звимба провинции Западный Машоналенд) в семье учителя-миссионера. В детстве был близок с Робертом Мугабе, которому приходился двоюродным братом.
Учился в католическом колледже Кутамы, продолжал образование в католической миссии Марианхилл в ЮАС. В Южной Африке Джеймс Чикерема познакомился и сошёлся с Нельсоном Манделой, Уолтером Сисулу, Оливером Тамбо. Увлекался идеями Кваме Нкрумы и Джомо Кениаты, которые, при всей несхожести в социально-экономическом плане, предполагали независимость африканских стран. Проникся марксизмом, заметно отойдя от католического мировоззрения. Интересовался также сионизмом.
С ранней молодости Джеймс Чикерема включился в борьбу за равноправие чернокожих и независимость Зимбабве. Активно выступал на массовых собраниях, первым озвучил требование «один человек — один голос», означавшее переход к правлению чёрного большинства. Был председателем Национального союза молодёжи Южной Родезии. В 1956 возглавлял кампанию бойкота автобусного сообщения под политическими лозунгами, с требованием избирательных прав для малоимущих африканцев. Был соучредителем агропредприятия на котором целенаправленно применялись африканские методы хозяйствования. При этом Чикерема придерживался социалистических взглядов.

## Соратник Джошуа Нкомо
В 1957 Джеймс Чикерема и Джошуа Нкомо учредили Африканский национальный конгресс Южной Родезии. Несмотря на ненасильственный характер движения, в 1960 Конгресс был запрещён британскими колониальными властями. Запрету подвергалась и Национально-демократическая партия. После этого Нкомо и Чикерема создали Союз африканского народа Зимбабве (ZAPU) — более радикальное движение, развернувшее подпольную борьбу, а затем и партизанскую войну.
9 февраля 1963 года лидеры ZAPU Джошуа Нкомо, Джеймс Чикерема, Морис Ньягумбо, Даниэль Мадзимбамуто были арестованы по обвинению в организации несанкционированного шествия. Их адвокатом на суде выступал Герберт Читепо. Все они были осуждены на несколько месяцев заключения.
После освобождения Чикерема эмигрировал в Замбию. Руководил ZAPU в период заключения Нкомо. Требовал всеобщего референдума о независимости и категорически возражал против «узурпации мнения чернокожих» советом племенных вождей. Когда Ян Смит от имени Родезийского фронта объявил о намерении односторонне провозгласить независимость, Чикерема предупредил о намерении ZAPU применить насилие против белого меньшинства:

Мы проведём кампанию террора. Сначала атакуем фермы белых, потом их дома в городах.

После провозглашения независимости Родезии 11 ноября 1965 Джеймс Чикерема объявил о начале вооружённой борьбы. В течение пяти лет он являлся одним из её лидеров.

## Союзник Абеля Музоревы
В 1971 между Чикеремой и Нкомо возникли серьёзные политические разногласия. В ZAPU произошёл раскол. Чикерема создал свою организацию — Фронт освобождения Зимбабве (FROLIZI). Фронт вступил в коалицию с ZAPU, Африканским национальным союзом (ZANU) Ндабанинги Ситоле и Объединённым африканским национальным советом (UANC) Абеля Музоревы. Чикерема предпринял усилия для признания FROLIZI Организацией африканского единства и создания автономных вооружённых формирований.
С 1975 Чикерема поддерживал Музореву и Ситоле в противостоянии с Нкомо и Мугабе. Это было вызвано приверженностью Чикеремы идеям демократического социализма и неприятием диктаторских режимов, тогда как Нкомо ориентировался на СССР, а Мугабе на КНР и КНДР. В то же время, в отличие от более умеренных Музоревы и Ситоле, Чикерема в принципе не отказывался от вооружённых методов. Он предупредил об этом в начале 1976, заявив, что правительство Великобритании фактически сняло с себя ответственность за ситуацию в Родезии.
В сентябре 1977 Джеймс Чикерема вернулся в Родезию. Он выступал в союзе с Музоревой, занимал пост вице-председателя партии UANC. Чикерема поддержал соглашение о внутреннем урегулировании, заключённое 3 марта 1978 между правительством Смита и партиями Музоревы, Ситоле и Чирау. Ян Смит в своих мемуарах писал, что Чикерема «помогал здравомыслию». Занимал пост министра транспорта и энергетики в переходном правительстве.
Чикерема резко критиковал партии Нкомо и Мугабе за продолжение вооружённой борьбы, а британское правительство — за «содействие ZAPU». Появлялась информация о планах убийства Чикеремы боевиками ZAPU. В то же время резкие протесты в Родезийском фронте и белой общине в целом вызвала фраза Чикеремы о том, что в Родезии «нет террористов, а есть борцы за свободу».
На выборах 21 апреля 1979 Джеймс Чикерема был избран в парламент как депутат от UANC. 1 июня 1979 было провозглашено создание государства Зимбабве-Родезия. Спустя четыре недели Чикерема сформировал группу из семи депутатов, учредивших Демократическую партию Зимбабве. После Ланкастерхаузской конференции партия участвовала в выборах 1980, но подвергалась жёсткому силовому давлению вооружённых сторонников Мугабе, получила немногим более 1 % голосов и не прошла в парламент.

## Оппозиционер в Зимбабве
После поражения на выборах Джеймс Чикерема уже не смог восстановить прежнего политического влияния. Однако он сохранял в независимом Зимбабве высокий общественный авторитет. Выступал с резкой критикой правительства Мугабе за авторитарный произвол, коррупцию и некомпетентность. В 1993 Чикерема вступил в Партию форума, созданную Эноком Думбутшеной. Выдвигался в парламент, однако избран не был.

Ему не хватало амбициозного стремления к абсолютному лидерству, которым так богата постколониальная Африка, несостоявшиеся государства, управляемые неуравновешенными жестокими диктаторами, подобными его двоюродному брату Роберту Мугабе.

Несмотря на вражду с Мугабе, Чикерема не забывал о родственных отношениях. Когда в 1996 президент вступил в повторный брак, двоюродный брат отправил ему быка в качестве свадебного подарка.
В 2000 году в ходе кампании перераспределения земельной собственности, развёрнутой ветеранская ассоциация во главе с Ченджераи Хунзви, у Джеймса Чикеремы была конфискована ферма и отказано в компенсации. Чикерема охарактеризовал это как «месть Мугабе».
В 2002 году Чикерема призывал голосовать на президентских выборах за лидера оппозиционного Движения за демократические перемены Моргана Цвангираи.

## Кончина и похороны
Джеймс Чикерема регулярно выезжал на лечение в США. Там он и скончался, категорически потребовав от сыновей, чтобы они — даже ценой вооружённого сопротивления — не допустили церемониальных похорон на Акре национальных героев в Хараре: «Не хочу быть похороненным с лакеями, ворами и убийцами, разрушившими Зимбабве».
Похороны состоялись в католической миссии Кутама. Церемонию кратковременно посетил президент Мугабе. При этом Мугабе отказался присвоить Чикереме статус национального героя, что было воспринято как свойство президента «не прощать и не забывать».